# Модель отказов
Модель отказов (англ. fault model) представляет собой инженерную модель конструкции или оборудования, которое может работать неправильно. Исходя из модели, разработчик или пользователь могут предсказать последствия конкретных отказов. Модели отказов могут быть использованы практически во всех видах инженерной деятельности.

## Базовые модели отказов
Базовые модели отказов цифровых схем включают:
- модель константного отказа. Информационная линия или выходной вентиль принимают постоянное значение 0 или 1, вне зависимости от состояний входов схемы.
- модель отказа короткого замыкания (также «монтажное И/ИЛИ»). Во время отказа две информационные линии соединяются друг с другом, но при безотказной работе такого происходить не должно.
- модель отказов транзистора. Эта модель используется для описания отказов вентилей КМОП-логики.
- модель открытого отказа. В этом случае предполагается, что цепь разорвана. Соответственно одна или более входная информационная линия отключена от зависящих от них выходных линий. Также, как и у отказов короткого замыкания, поведение зависит от реализации электронной схемы.
- модель отказов задержки. Сигнал принимает корректное значение, но это происходит намного медленнее и с опозданием (или, наоборот, быстрее, но такое случается редко), чем предполагается.

### Модель константного отказа
Эволюционно изначально исследования рассматривали модель константного отказа, и использовались только методы для определения факта отказа. Такие подходы считаются классическими. Данная модель является одной из наиболее часто используемых на практике. Имеется два типа отказов — постоянного 0 и постоянной 1. Такие отказы обозначаются как SA0 и SA1 соответственно (англ. stuck-at).
У данной модели следующие допущения:
- Отказ влияет только на входные и выходные значения вентилей схемы.
- Только одна из линий оказывается подверженной отказу.
- Отказ может проявляться в установке только 0 или только 1.
- Отказ проявляется только либо на входном вентиле линии, либо только на выходном.
- Отказ не влияет на функциональность оставшейся схемы.

Благодаря своей простоте, модель данного отказа позволяет эффективно выполнять обнаружение отказов, и по этой причине является одной из наиболее используемых в индустрии. У модели следующие преимущества:
- Модель покрывает значительное количество дефектов производителя.
- Разработка алгоритмов по автоматическому определению факта наличия отказов проста и эффективна. Это верно также для генерации различных паттернов для обнаружения отказов.
- Количество тестов может быть значительно уменьшено за счёт сокращения списка отказов.
- Некоторые другие модели отказов могут быть преобразованы в множество тестов модели константных отказов.

В настоящее время известно, что использование только модели константных отказов не может быть адекватно преобразовано для модели отказов короткого замыкания.

### Модель отказа короткого замыкания
В зависимости от используемой логики схемы, результатом отказа является «монтажное И» или «монтажное ИЛИ», то есть, обе информационные линии находятся в состоянии результата выполнения логической функции 'И' или 'ИЛИ'. Таким образом, при рассмотрении n выходов может присутствовать O(n2) вариантов потенциальных отказов короткого замыкания. Обычно их количество ограничивается исходя из заданной физической конструкции, и рассматриваются только прилегающие друг к другу информационные линии.
Короткое замыкание между элементами схемы является одним из основных дефектов производителей электронных схем.
Различают отказы короткого замыкания с обратной связью и без (англ. feedback и non-feedback). Последние не имеют эффектов памяти и их большинство может быть определено с помощью модели константного отказа. Первые же могут обладать эффектом памяти и соответственно, не подчиняются комбинаторной логике.

### Модель отказов задержки
Модель предполагает, что распространение сигнала происходит медленнее, чем задано из целевых соображений. Такие модели покрывают ряд свойств физических материалов, включая изменение температур, воздействия энергетического шума, перекрёстных помех, изменение нагрузки и т. д.

## Характерные допущения моделей
Модель отказов строится на некоторых допущениях. Обычно рассматриваются следующие предположения, нарушения которых приводят к неработоспособности модели отказов:
- допущение единственного отказа: может произойти только один отказ в схеме. Если мы определяем k возможных типов отказов в нашей модели для n линий, то при таком допущении общее количество отказов k×n.
- допущение множества отказов: в этом случае множество отказов может произойти в схеме.

## Сокращение списка отказов
Имеется два основных способа для уменьшения множества отказов в множество меньшего размера. Такое сокращение позволяет осуществить проверку всего исходного множества отказов с меньшим количеством тестов.

### На основе эквивалентности

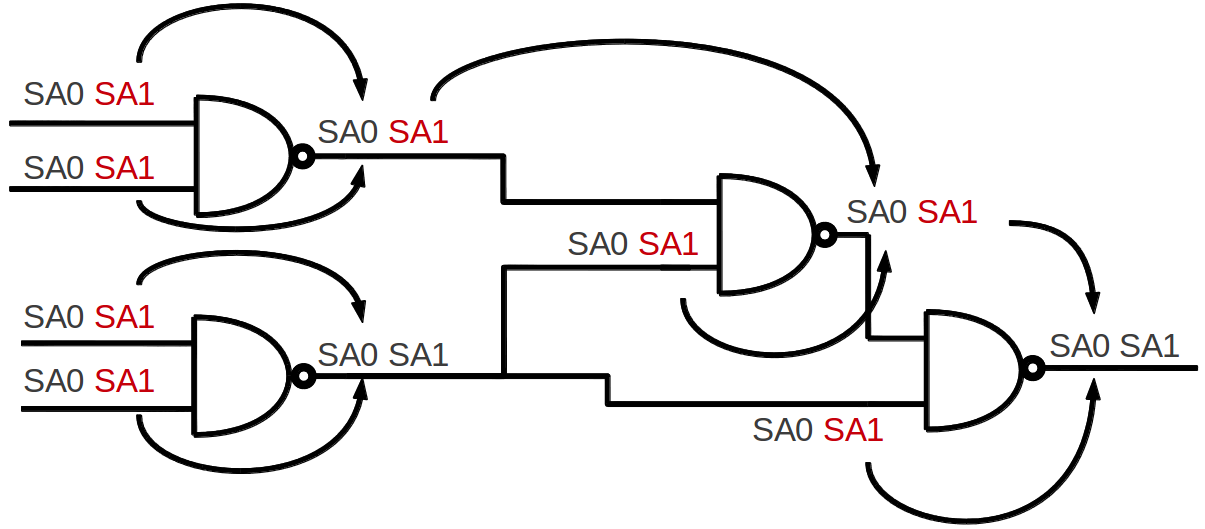
Пример сокращения списка отказов на основе эквивалентности

Возможна ситуация, когда два или более отказов имеют одно и то же поведение, отражающееся на выходных линиях. Такие отказы называются эквивалентными. Каждый одиночный эквивалентный отказ может быть представлен как целое множество. В таком случае для проверки наличия отказа необходимо провести намного меньше тестов, чем k×n, для обнаружения факта отказа. Удаление эквивалентных отказов таким способом называется сокращением списка отказов на основе эквивалентности.
В качестве примера на диаграмме красные отказы являются эквивалентными, и они могут быть сокращены. В такой схеме соотношение сокращения списка составляет 12 к 20.

### На основе доминирования

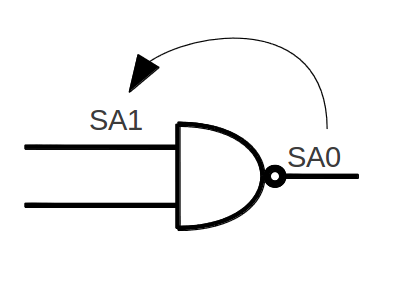
Пример доминирующего отказа

Отказ F называется доминирующим над отказом F' в случае, если все тесты F' обнаруживают отказ F. В этом случае F может быть удален из списка проверки. Если F доминирует над F', а F' доминирует над F, то такие два отказа эквивалентны.
В примере показан вентиль NAND, и множество всех выходных значений, тестирующие SA0, {00,01,10}. Множество входных значений может быть проверено с элемента 01 для определения SA1. В таком случае выходной SA0 является доминирующим и может быть удален из списка.

### Функциональное свертывание
Два отказа функционально эквивалентны в случае, если они приводят систему к одинаковым функциям. В этом случае можно сказать, что отказы функционально эквивалентны и мы не можем отличить по значениям на выходе при заданном тестовом векторе входных значений.

## Реакция на отказы
Здесь рассматриваются три основные категории:
- мониторинг: измерение всевозможных параметров и передача их оператору или автоматической системе вне зависимости от их опасности;
- автоматическая защита: в случае опасного состояния система сама предпринимает меры по противодействию;
- диагностика с помощью супервизора: анализ изменения состояния системы для выявления симптомов, ведущих к более опасным отказам в будущем; задачей является ранняя диагностика для того, чтобы увеличить время для противодействия или дать возможность более раннего исправления ситуации.